# Susan Taubes
Susan Taubes (nascida Judit Zsuzanna Feldmann, 12 de janeiro de 1928 – 6 de novembro de 1969), foi uma escritora e intelectual húngara-americana. Nasceu no seio de uma família judaica, filha de um psicanalista e neta de um rabino. Emigrou para os Estados Unidos com o pai ainda criança, em 1939, fugindo do Regime Nazista. Cometeu suicídio logo após a publicação de seu romance semi autobiográfico Divorcing.

## Biografia

### Vida pessoal
Nascida Judit Zsuzanna Feldman, em Budapeste na Hungria, filha do respeitado psicanalista freudiano Sándor Feldmann e neta do grão-rabino de Budapeste, Mózes Feldmann. Perdeu contato com sua mãe ainda criança, que deixou a casa da família para viver com o seu amante. Uma das memórias sobre sua mãe, retratadas no romance Divorcing, foi que conseguiu salvar os seus casacos de pele dos nazistas durante o Holocausto. 
Em 1939, ano em que o governo húngaro começou a recrutar homens judeus para campos de trabalho forçado, Sándor Feldmann e a sua filha imigraram para os Estados Unidos.  Já nos Estados Unidos, estudou primeiro em Bryn Mawr, depois em Harvard, onde fez doutorado em história e filosofia da religião por seu trabalho sobre Simone Weil. Quando ainda era estudante de graduação em 1949, conheceu e se casou com Jacob Taubes, nascido em uma família judia em Viena, com quem teve dois filhos, Ethan e Tania. A correspondência entre os dois foi publicada – cartas arrebatadoras sobre arte, exílio, judaísmo e Heidegger trocadas entre 1950 e 1952 – revela um desejo partilhado de encontrar uma forma de se sentirem em casa no mundo.
Após o casal fixar moradia em Nova Iorque, entre 1960 e 1969, foi curadora da Bush Collection of Religion and Culture, editou volumes de contos folclóricos nativos americanos e africanos, ensinou religião na Universidade de Columbia e juntou-se a uma trupe de teatro experimental, a Open Theater, onde conheceu quem se tornaria uma de suas amigas mais íntimas, Susan Sontag, a quem referia-se a Taubes como o seu “duplo”.

### Morte
O seu suicídio por afogamento ocorreu pouco depois da publicação do primeiro, em novembro de 1969. Sua amiga Susan Sontag encontrou seu corpo e ela especulou que o suicídio de Taubes foi, em parte, uma resposta às duras críticas ao seu romance de estreia, uma em especial escrita para o New York Times pelo crítico Hugh Kenner que se referiu a ela como "lady novelist".  Deixou dois filhos, Ethan, hoje um professor de direito que atuou em diversas Ivy Leagues, e Tania, hoje artista plástica. 

## Obras
Escreveu dois romances, Divorcing (romance) e Lament for Julia (contos), ambos ainda sem tradução para o português, editados e publicados pela New York Review of Books em 2020 e 2023, respectivamente. 

### Divorcing (1969)
Originalmente chamado To America e Back in a Coffin, sonho e realidade se sobrepõem em Divorcing, um livro em que o divórcio não é apenas uma questão de um casamento desfeito, mas nomeia uma fenda que atravessa os mundos interior e exterior de Sophie Blind, sua brilhante mas desesperada protagonista. A fenda pode ser reparada? Talvez na forma de um romance, que remonta da atual Nova York à infância de Sophie na Budapeste antes da Segunda Guerra Mundial, que revisita o divórcio entre seu pai freudiano e sua mãe inconstante, e encontra lugar para uma série de romances. novas tensões e contradições em sua vida atual. A questão que assombra Divorcing, no entanto, é se qualquer romance pode ser rápido, amargo, verdadeiro e leve o suficiente para reunir todas as trevas de uma determinada vida. O romance surpreendentemente original de Susan Taubes foi publicado em 1969, mas amplamente ignorado na época; após a trágica morte precoce da autora, foi esquecido. Trata de temas como misoginia, imigração, guerra, traumas geracionais e psicanálise. 

### Lament for Julia
“Lament for Julia”, conta a história de uma jovem que atinge a maioridade no século XX, vista através dos olhos de um espírito assexuado que se encarrega de sua supervisão. Sobre ela, o espírito sabe muito e muito pouco, já que o ser emocional, físico e sexual de Julia são desconcertantes, embora também fascinantes, para uma entidade com a mente imaculada. Inédito durante a vida de Taubes, “Lament for Julia” aparece aqui com uma seleção de seus contos. Uma brilhante exploração metafórica da dupla consciência de uma mulher que é também uma obra-prima do grotesco, é um romance como nenhum outro, um livro, como escreveu Samuel Beckett ao seu editor francês, “cheio de toques eróticos de tipo enfático [e] linguagem crua”, produto de um “talento autêntico”, acrescentando: “Vou relê-lo”.